# 세실리아 아티아스

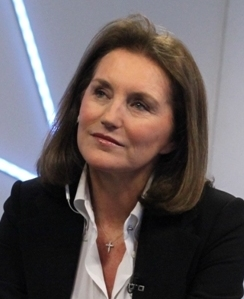
2014년의 아티아스

세실리아 마리아 사라 이사벨 아티아스(프랑스어: Cécilia María Sara Isabel Attias, 1957년 11월 12일 ~ )은 프랑스의 대통령 니콜라 사르코지의 아내이다.